# كوميزو
كوميزو (بالإيطالية: Comiso)‏ مدينة في جنوب شرق صقلية يقطنها 29647 ساكن، رابعة مدن مقاطعة راغوزا بالنسبة للسكان. تمتد بلدية كوميزو على مساحة حوالي 65 كيلومترا مربعا على سفح إبلي.
تتكون كوميزو من ثلاثة أحياء : كوميزو، بيدالينو، كواليو. وتبعد نحو 22 كيلومترا إلى الغرب من رغوس في جنوب صقلية. أهم القطاعات الإنتاجية فيها الزراعة (والخضار والنبيذ)، والحرف وتشمل الحدادة والنجارة وأعمال الرخام.
البلديات المجاورة هي : كيارامونتي غولفي ورغوس وفيتوريا.
عرفت كوميزو في الماضي بمستعمرة كاسميني (Casmene) اليونانية القديمة.
تحت حكم البيزنطيين بدأت البلدة جديدة تنمو على موقع كوميزو الحالي حوالي أديرة سانت سانت نيكولو وبليز، ومزيد من التوسع لاحقا في ظل سيطرة الأراجونية ونورمان صقلية. وكان بعد ذلك من اسر إقطاعة كيارامونتي، كابريرا ,نوزيلي : الأخير، تهم المدينة من 1571، وعزز الاقتصاد في المدينة وبناء حي جديد خارج الأسوار القديمة.
كوميزو وقد دمرها زلزال 1693، وأعيد بناؤها على نفس الموقع كما الاطلال القديمة في أسلوب الباروك الصقلية.
القوات الجوية للولايات المتحدة نشر صواريخ كروز التي تطلق من الأرض (GLCM) كوميزو إلى القاعدة الجوية في حزيران / يونيو 1983. الصواريخ تفكيكها في نهاية الامر بعد المتوسطة المدى والقصيرة المدى القوات النووية المتوسطة المدى في معاهدة وقعها الاتحاد السوفياتي السابق والولايات المتحدة في 8 كانون الأول / ديسمبر 1987. منذ 16 GLCMs ترك كوميزو القاعدة الجوية في عام 1991.

## السكان
في سنة 1861 بلغ عدد السكان 16٬740 نسمة، وتطور العدد ليصل في سنة 2011 لـ 29٬184 نسمة.
يظهر هذا المخطط البياني تطور النمو السكاني لـ كوميزو

## أعلام
- سلفاتور أدامو